# Joseph Robert Sealy
Pour les articles homonymes, voir Sealy (homonymie).
Joseph Robert Sealy (1907 - 1er août 2000) est un botaniste britannique spécialiste des Caméllias.
Il a commencé la botanique en travaillant à Kew Gardens, à partir de 1925, avec Thomas Archibald Sprague sur les cultures tropicales. En 1927 il est désigné pour s'occuper, avec le directeur, le Dr. Arthur Hill, de l'herbier. Il est nommé assistant botaniste en 1940. Sa spécialité était la flore de Chine, en particulier les camélias. 
Il épouse la botaniste Stella Ross-Craig.

## Publications
- Revision of the Genus Camellia[1].

## Distinctions
- 1957: membre d'honneur de l'American Camellia Society.
- 1958: Médaille Veitch d'argent.

## Espèces nommées
- Iris confusa

- Sarcococca confusa

- Sarcococca confertiflora

- Phaedranassa chlorantha

- Camellia assimiloides
- Camellia granthamiana
- Camellia stuartiana
- Camellia synaptica
- Camellia tenii
- Leptochiton quitoensis

Ainsi que le genre :
- Leptochiton